# THE CONVOY
THE CONVOY（ザ・コンボイ）は、日本のエンタテインメント集団。「走り出したら止まらない」を合言葉とし、各地で様々なパフォーマンス・ショーを行っている。

## 概要
1986年、赤坂のTap Tipsにて、当時そこの従業員だった瀬下尚人、石坂勇と共に、今村ねずみを中心として結成された。作・構成・演出を、主宰である今村ねずみが全て手掛けている。
その後、一つのドラマの中で様々なパフォーマンス（ダンス・タップ・歌・楽器演奏など）を繰り広げる、ノンストップ・エンタテインメント・ショウ「THE CONVOY SHOW」を起こす。
その他のショーとして、クリスマス時期に行うディナー・ショー『THE CONVOY Night』や、ライブのみを構成した『THE CONVOY祭』がある。
北野武に、「死ぬまでに一度は観るべき」と絶賛された縁もあり、
北野武監督作品の映画『座頭市』、『菊次郎の夏』にも出演している。

## 来歴
1998年に「ザ・コンボイ・オフィシャル・ファンクラブ・パーティ」を設立。
2006年に結成20周年を迎え、この年、20周年記念作品を2本上演している。
2007年にはミュージカル『RATS　～今村さんの早期退職～』でDA PUMPと共演（今村以外が出演）。
2008年5月より、6年振りの新作である『うみわたれ』が、全国11箇所31公演のツアーを行う。
2015年、6年ぶりの劇場公演　THE CONVOY SHOW Vol.30『1960』を上演。
2017年のTHE CONVOY SHOW Vol.32『asiapan』より、荒田至法、後藤健流、佐久間雄生、本田礼生が若手メンバーとして加入。
その後もオーディションにより新たな若手メンバーが加入している。
2021年に結成35周年を迎え、記念作品である　35th Anniversary THE CONVOY SHOW Vol.41『コンボ・イ・ランド』を上演。

## 主なメンバー
- 今村ねずみ
- 瀬下尚人
- 石坂勇
- トクナガクニハル
- 舘形比呂一

若手メンバー
- 荒田至法
- 後藤健流
- 佐久間雄生
- 本田礼生
- 伊藤壮太郎
- 加藤良輔
- バーンズ勇気
- 高橋駿一
- 帯金遼太
- 古賀雄大
- 山野光
- 川原一馬
- 塩田康平
- 一条俊樹

元メンバー
- 右近良之
- 橋本拓也
- 黒須洋壬

## 公演記録
| 年   | vol | タイトル                         | 出演 |
| ---- | --- | -------------------------------- | --- |
| 1986 | 1   |                                  | 今村ねずみ・瀬下尚人・石坂勇 他 |
| 1986 | 2   |                                  | 今村ねずみ・瀬下尚人・石坂勇 他 |
| 1986 | 3   |                                  | 今村ねずみ・瀬下尚人・石坂勇 他 |
| 1996 | 4   |                                  | 今村ねずみ・瀬下尚人・石坂勇 他 |
| 1987 | 5   | 時代                             | 今村ねずみ・瀬下尚人・石坂勇 他 |
| 1988 | 6   | 傘があった                       | 今村ねずみ・瀬下尚人・石坂勇 他 |
| 1989 | 7   | せ・い・い・っ・ぱ・い・・・     | 今村ねずみ・瀬下尚人・石坂勇 |
| 1992 | 8   | djuet ふたり                     | 今村ねずみ・瀬下尚人・深沢敦・舘形比呂 他 |
| 1994 | 9   | 人生楽しまなくっちゃ！           | 今村ねずみ・瀬下尚人・石坂勇・舘形比呂・橋本拓也 |
| 1994 | 10  | どっか〜ん                       | 今村ねずみ・瀬下尚人・石坂勇・舘形比呂・橋本拓也 |
| 1995 | 11  | パ＋ピ＋プ＋ペ＋ポ〜             | 今村ねずみ・瀬下尚人・石坂勇・橋本拓也 |
| 1996 | 12  | パ＋ピ＋プ＋ペ＋ポ〜（再演）     | 今村ねずみ・瀬下尚人・石坂勇・橋本拓也 |
| 1996 | 13  | ATOM                             | 今村ねずみ・瀬下尚人・石坂勇・舘形比呂・橋本拓也・右近良之                                                                                                 |
| 1997 | 14  | ATOM（再演）                     | 今村ねずみ・瀬下尚人・石坂勇・舘形比呂・橋本拓也・右近良之                                                                                                 |
| 1997 | 15  | タイムトンネル                   | 今村ねずみ・瀬下尚人・石坂勇・舘形比呂・橋本拓也・右近良之・黒須洋壬・徳永邦治                                                                             |
| 1998 | 16  | 帰ってきた、パ＋ピ＋プ＋ペ＋ポ〜 | 今村ねずみ・瀬下尚人・石坂勇・舘形比呂・橋本拓也・右近良之・黒須洋壬・徳永邦治                                                                             |
| 1999 | 17  | ATOM2                            | 今村ねずみ・瀬下尚人・石坂勇・舘形比呂・橋本拓也・右近良之・黒須洋壬・徳永邦治                                                                             |
| 2000 | 18  | 新・タイムトンネル               | 今村ねずみ・瀬下尚人・石坂勇・橋本拓也・右近良之・黒須洋壬・徳永邦治                                                                                       |
| 2001 | 19  | 新・タイムトンネル（再演）       | 今村ねずみ・瀬下尚人・石坂勇・橋本拓也・右近良之・黒須洋壬・徳永邦治                                                                                       |
| 2002 | 20  | PENGUINZA                        | 原田薫・高谷あゆみ・荻野恵理・李順和・赤羽根沙苗・井上有里・吉岡麻由子・藤林美沙・井神さゆり・今村ねずみ                                                   |
| 2002 | 21  | 雲のゆくえ                       | 今村ねずみ・瀬下尚人・石坂勇・舘形比呂・右近良之・徳永邦治                                                                                                 |
| 2003 | 22  | PENGUINZA（再演）                | 原田薫・高谷あゆみ・荻野恵理・李順和・赤羽根沙苗・井上有里・吉岡麻由子・藤林美沙・井神さゆり・今村ねずみ                                                   |
| 2003 | 23  | 雲のゆくえ（再演）               | 今村ねずみ・瀬下尚人・石坂勇・舘形比呂・右近良之・徳永邦治                                                                                                 |
| 2006 | 24  | 韓国版ATOM                       | イ・ビョングォン、チョ・ヨンス、ファン・ジョンホ、ユック・ドンウク、カン・イニョン、シン・ソンホ、ウ・ウォンホ                                             |
| 2006 | 25  | ATOM'06                          | 今村ねずみ・瀬下尚人・石坂勇・右近良之・徳永邦治・舘形比呂・黒須洋壬                                                                                       |
| 2007 | 26  | ATOM'06（追加公演）              | 今村ねずみ・瀬下尚人・石坂勇・右近良之・徳永邦治・舘形比呂・黒須洋壬                                                                                       |
| 2008 | 27  | うみわたれ                       | 今村ねずみ・瀬下尚人・石坂勇・舘形比呂・徳永邦治・黒須洋壬・すまけい                                                                                       |
| 2009 | 28  | GEN〜雲のゆくえ〜                | 今村ねずみ・瀬下尚人・石坂勇・舘形比呂・徳永邦治・黒須洋壬                                                                                                 |
| 2011 | 29  | LAST赤プリ                       | 今村ねずみ・瀬下尚人・石坂勇・舘形比呂一・黒須洋壬 |
| 2015 | 30  | 1960                             | 今村ねずみ・瀬下尚人・石坂勇・舘形比呂一・黒須洋壬・トクナガクニハル                                                                                       |
| 2016 | 31  | 1960（再演）                     | 今村ねずみ・瀬下尚人・石坂勇・舘形比呂一・黒須洋壬・トクナガクニハル                                                                                       |
| 2017 | 32  | asiapan                          | 今村ねずみ・瀬下尚人・石坂勇・舘形比呂一・黒須洋壬・トクナガクニハル・荒田至法・後藤健流・佐久間雄生・本田礼生                                             |
| 2017 | 33  | 星屑バンプ                       | 今村ねずみ・瀬下尚人・舘形比呂一・黒須洋壬・佐久間雄生・本田礼生・荒田至法・伊藤壮太郎                                                                     |
| 2017 | 34  | asiapan（再演）                  | 今村ねずみ・瀬下尚人・石坂勇・舘形比呂一・黒須洋壬・トクナガクニハル・荒田至法・後藤健流・佐久間雄生・本田礼生                                             |
| 2018 | 35  | 星屑バンプ（再演）               | 今村ねずみ・瀬下尚人・舘形比呂一・黒須洋壬・佐久間雄生・本田礼生・伊藤壮太郎・加藤良輔                                                                     |
| 2018 | 36  | ONE！                            | 今村ねずみ・瀬下尚人・石坂勇・舘形比呂一・黒須洋壬・トクナガクニハル・後藤健流・佐久間雄生・本田礼生・伊藤壮太郎・加藤良輔                                 |
| 2019 | 37  | 星屑バンプ（再演）               | 今村ねずみ・瀬下尚人・トクナガクニハル・本田礼生・伊藤壮太郎・加藤良輔・バーンズ勇気                                                                       |
| 2019 | 38  | ONE！（再演）                    | 今村ねずみ・瀬下尚人・石坂勇・舘形比呂一・トクナガクニハル・本田礼生・伊藤壮太郎・加藤良輔・バーンズ勇気・高橋駿一・帯金遼太・古賀雄大                     |
| 2020 | 39  | ATOM                             | 今村ねずみ・本田礼生・荒田至法・伊藤壮太郎・バーンズ勇気・高橋駿一・帯金遼太・山野光                                                                       |
| 2020 | 40  | パピプペポ〜！                   | 今村ねずみ・瀬下尚人・石坂勇・舘形比呂一・トクナガクニハル                                                                                                 |
| 2021 | 41  | コンボ・イ・ランド               | 今村ねずみ・瀬下尚人・石坂勇・舘形比呂一・トクナガクニハル・本田礼生・伊藤壮太郎・佐久間雄生・加藤良輔・後藤健流・バーンズ勇気・帯金遼太・古賀雄大・山野光 |
| 2023 | 42  | コンボ・イ・ランド（再演）       | 今村ねずみ・瀬下尚人・石坂勇・舘形比呂一・徳永邦治・本田礼生・伊藤壮太郎・高橋駿一・帯金遼太・古賀雄大・山野光/他（予定）                                  |

## ディスコグラフィー
- WAKE UP　1998年
- Daijoubu　 1999年
- APOLLO　2000年
- THOUSAND NIGHTS / 歩々晴天～PENGUINZAのテーマ～　2002年
- 歩々晴天 ～PENGUINZAのテーマ～ / 僕の砂時計 ～雲のゆくえのイメージソング～ 2002年
- 祭 '04 2004年